# Landkreis Vulkaneifel
Der Landkreis Vulkaneifel (bis zum 31. Dezember 2006 Landkreis Daun) ist eine Gebietskörperschaft im Nordwesten von Rheinland-Pfalz. Er liegt in der Eifel und ist der nach der Einwohnerzahl kleinste Landkreis in Rheinland-Pfalz sowie der fünftkleinste in Deutschland. Kreisstadt und zugleich bevölkerungsreichste Stadt ist Daun.

## Geographie

### Lage
Der Landkreis Vulkaneifel liegt im westlichen Teil der gleichnamigen Region mit Höhenlagen zwischen 150 und 700 m.
Bedingt durch den früheren Vulkanismus sind zahlreiche Mineralquellen (Sauerbrunnen) entstanden. Die Kyll durchfließt das Kreisgebiet in Nord-Süd-Richtung. Ferner durchziehen das Kreisgebiet die Deutsche Wildstraße, die Deutsche Vulkanstraße sowie der Eifelsteig.

### Nachbarkreise
Der Landkreis Vulkaneifel grenzt im Uhrzeigersinn im Norden beginnend an den Kreis Euskirchen (in Nordrhein-Westfalen) und an die Landkreise Ahrweiler, Mayen-Koblenz, Cochem-Zell, Bernkastel-Wittlich und Eifelkreis Bitburg-Prüm. Bei der Ortsgemeinde Ormont reicht das Kreisgebiet bis auf etwa 250 Meter an Belgien heran, hat mit diesem jedoch wegen eines Landzipfels von Nordrhein-Westfalen keine gemeinsame Grenze.

## Geschichte
Das Kreisgebiet von Daun war vor 1800 überwiegend Teil des Kurfürstentums Trier. 1815 kam es unter preußische Verwaltung und 1816 entstand im Regierungsbezirk Trier der Kreis Daun. Bei der Kommunalreform wurde er am 7. November 1970 um
- die Gemeinden Arbach, Bereborn, Berenbach, Bodenbach, Bongard, Borler, Brück, Drees, Gelenberg, Gunderath, Höchstberg, Horperath, Kaperich, Kelberg, Kirsbach, Kolverath, Kötterichen, Lirstal, Mannebach, Mosbruch, Nitz, Oberelz, Reimerath, Retterath, Sassen, Uersfeld, Ueß und Welcherath des aufgelösten Landkreises Mayen
- die Gemeinden Birresborn, Densborn, Duppach, Hallschlag, Kerschenbach, Kopp, Mürlenbach, Oos, Ormont, Reuth, Scheid, Schönfeld, Schüller, Stadtkyll und Steffeln des aufgelösten Landkreises Prüm sowie
- die Gemeinde Nohn des Landkreises Ahrweiler

vergrößert. Am 1. Januar 2007 trat die Umbenennung in Landkreis Vulkaneifel in Kraft.
Der Landkreis gehört seit 1994 zur Initiative Region Trier (IRT). Vom Hochwasser im Sommer 2021 war der Landkreis erheblich betroffen.

### Einwohnerstatistik

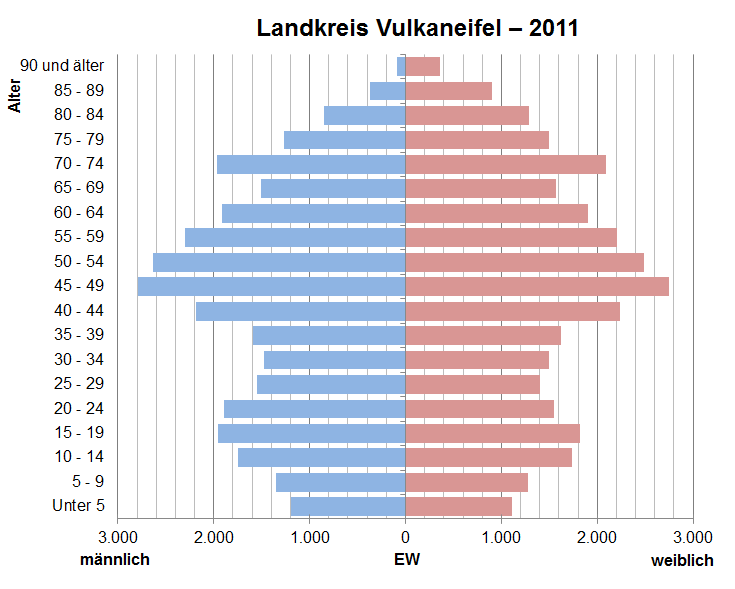
Bevölkerungspyramide für den Landkreis Vulkaneifel (Datenquelle: Zensus 2011)

| Jahr | Einwohner | Quelle |
| ---- | --------- | ------ |
| 1816 | 17.960    | [ 5 ]  |
| 1847 | 23.750    | [ 6 ]  |
| 1871 | 26.692    | [ 7 ]  |
| 1885 | 27.424    | [ 7 ]  |
| 1900 | 28.803    | [ 8 ]  |
| 1910 | 32.881    | [ 8 ]  |
| 1925 | 34.034    | [ 8 ]  |
| 1939 | 35.802    | [ 8 ]  |
| 1950 | 37.747    | [ 8 ]  |
| 1960 | 39.100    | [ 8 ]  |
| 1970 | 57.000    | [ 9 ]  |
| 1980 | 55.700    | [ 10 ] |
| 1990 | 58.900    | [ 11 ] |
| 2000 | 64.400    | [ 12 ] |
| 2010 | 61.267    |        |
| 2020 | 60.777    | [ 13 ] |

### Konfessionsstatistik
Es gibt immer mehr Kirchenaustritte im stark traditionell und katholisch geprägten Kreis Vulkaneifel. Seit Jahren verstärkt sich der Trend aus der Kirche auszutreten. Dennoch bilden Katholiken im Landkreis Vulkaneifel immer noch eine absolute Mehrheit. Laut der Volkszählung 2011 waren im Jahr 2011 73,8 % der Einwohner römisch-katholisch, 10,8 % evangelisch und 15,4 % waren konfessionslos, gehörten einer anderen Glaubensgemeinschaft an oder machten keine Angabe. Der Anteil der Protestanten und Katholiken an der Gesamtbevölkerung ist seitdem gesunken. Ende Januar 2025 hatten 57,8 % der Einwohner die katholische Konfession und 8,9 % die evangelische. 33,3 % gehörten entweder einen anderen Glaubensgemeinschaft an oder waren konfessionslos.

## Politik

### Kreistag
Der Kreistag des Landkreises Vulkaneifel besteht aus 38 in einer personalisierten Verhältniswahl gewählten Kreistagsmitgliedern und der Landrätin als Vorsitzender. Nach der letzten Kreistagswahl am 9. Juni 2024 ergibt sich folgende Sitzverteilung:
| Jahr | SPD | CDU | GRÜNE | AfD | FDP | FW 1 | LINKE | ÖDP | UWG 2 | BUV 3 | Gesamt   |
| ---- | --- | --- | ----- | --- | --- | ---- | ----- | --- | ----- | ----- | -------- |
| 2024 | 7   | 15  | 2     | 5   | 2   | 6    | –     | 1   | –     | –     | 38 Sitze |
| 2019 | 7   | 16  | 5     | 1   | 3   | 4    | 1     | –   | 1     | –     | 38 Sitze |
| 2014 | 9   | 17  | 2     | –   | 2   | 5    | 1     | –   | –     | 2     | 38 Sitze |
| 2009 | 8   | 14  | 1     | –   | 4   | 5    | 1     | –   | –     | 5     | 38 Sitze |
| 2004 | 7   | 21  | 2     | –   | 2   | 6    | –     | –   | –     | –     | 38 Sitze |
| 1999 | 11  | 21  | 0     | –   | 2   | 4    | –     | –   | –     | –     | 38 Sitze |

### Landräte
Julia Gieseking (SPD) wurde am 1. April 2021 Landrätin der Vulkaneifel. Bei der Direktwahl am 29. November 2020 hatte sie sich mit einem Stimmenanteil von 66,4 % gegen ihren Vorgänger Heinz-Peter Thiel durchgesetzt.
Die bisherigen Landräte des Kreises:
- –000–1817: Matthias Rosbach (vertretungsweise)
- 1817–1839: Ernst Avenarius
- 1839–1851: Heinrich Friedrich von Selasinsky
- 1851:–0000 Johann Saurborn (vertretungsweise)
- 1851–1865: Alwin Aschenborn
- 1865–1871: Ferdinand Foerster
- 1871–1876: Peter Eich
- 1876–1881: Ferdinand Rintelen
- 1881–1885: Franz Gehle
- 1885–1889: Franz von Brühl
- 1889–1906: Maximilian Gfrörer von Ehrenberg
- 1907–1922: Otto Weismüller
- 1922–1923: Adolf Varain
- 1924–1933: August Liessem
- 1933–1940: Paul Wirtz (NSDAP)
- 1940:–0000 Max Ringel (vertretungsweise)
- 1940–1944: Alexander Schlemmer
- 1944–1945: Karl Heinrich Fielitz
- 1945:–0000 Toni Baur
- 1945:–0000 Otto Marx
- 1945–1952: Johann Feldges
- 1952–1955: Johannes Rieder
- 1956–1973: Martin Urbanus
- 1973–1977: Johann Wilhelm Römer (CDU)
- 1977–1990: Karl-Adolf Orth (CDU)
- 1990–1999: Albert Nell (CDU)
- 1999–2013: Heinz Onnertz (parteilos)
- 2013–2021: Heinz-Peter Thiel (parteilos)
- seit 2021:00 Julia Gieseking (SPD)

### Landtag und Bundestag
- Der Landtagswahlkreis 20 – Vulkaneifel ist deckungsgleich mit dem Landkreis. Bei der letzten Landtagswahl im Jahr 2021 wurde Gordon Schnieder (CDU) erneut direkt gewählt. Astrid Schmitt (SPD) und Marco Weber (FDP) wurden über die Landesliste ebenfalls wieder in den Landtag Rheinland-Pfalz gewählt.[20]
- Der Landkreis Vulkaneifel ist Teil des Bundestagswahlkreises 202 – Bitburg. Erneut direkt gewählt wurde bei der letzten Bundestagswahl im Jahr 2021 Patrick Schnieder (CDU) aus dem Eifelkreis Bitburg-Prüm. Lena Werner (SPD) aus Wittlich wurde über die Landesliste in den Bundestag gewählt.[21]

### Umbenennung
Am 1. Januar 2007 wurde der ehemalige Landkreis Daun auf Initiative des damaligen Landrates Heinz Onnertz in Landkreis Vulkaneifel umbenannt. Bereits einige Jahre zuvor hatte es Bestrebungen gegeben, den Namen zu ändern. Seinerzeit war die Initiative von der CDU-Fraktion im Kreistag Daun ausgegangen. Dies war damals allerdings, auch auf Drängen der Bevölkerung, verworfen und auch von den anderen Parteien im Kreistag nicht unterstützt worden.

### Wappen und Flagge
Der Landkreis Vulkaneifel führt ein Wappen, aber keine Flaggen (Auskunft Kreisverwaltung).
| Wappen des Landkreises Vulkaneifel | Blasonierung: „In silbern vor golden gespaltenem Schilde, belegt mit goldenem Herzschild, darin ein aus drei Rechts- und drei Linksschrägleisten gebildetes rotes Gitter, vorn in Silber ein rotes Balkenkreuz, hinten in Gold ein aufrechtgerichteter, rot bewehrter Löwe, belegt mit einem fünflätzigen roten Turnierkragen.“ |
| Wappen des Landkreises Vulkaneifel | Wappenbegründung: Das rote Kreuz steht für das Kurfürstentum Trier, der Löwe für die Grafen von Blankenheim-Gerolstein. Der Herzschild war das Stammwappen der Herren und späteren Grafen von Daun. Das Wappen wurde am 25. Februar 1951 verliehen.                                                                             |

## Wirtschaft und Verkehr

### Verkehr
Der Landkreis Vulkaneifel wird in Nord-Süd-Richtung von der 1870/71 durch die Rheinische Eisenbahn-Gesellschaft eröffneten Eifelstrecke Köln–Trier durchzogen. An ihr befindet sich der Knotenpunkt Gerolstein, den die Preußische Staatsbahn zum Ausgangspunkt für die 1883 bzw. 1895 in Betrieb genommenen Nebenbahnen nach Prüm und nach Daun–Mayen genommen hat. Von der zuletzt genannten Bahn gab es in Daun ab 1909/10 eine Querverbindung zur Moselhauptstrecke in Wengerohr (heute Wittlich Hbf).
Im Jahre 1912 kamen aus militärischen Gründen noch folgende Strecken hinzu, die von der Hauptbahn durch die Eifel abzweigten:
- Jünkerath – Stadtkyll – Hallschlag – Losheim
- Lissendorf – Hillesheim – Dümpelfeld
- (Gerolstein –) Pelm – Hillesheim

Damit hatte das Netz einen Umfang von 179 km Länge erreicht. Davon sind nur 37 km für den regulären Personenverkehr übrig geblieben, nachdem in den Nachkriegsjahren Teilstrecken im Umfang von 104 km stillgelegt worden waren:
- 1945: Hillesheim – Pelm 10 km
- 1963: Jünkerath – Stadtkyll (– Losheim) 10 km
- 1973: (Dümpelfeld –) Hillesheim – Lissendorf 24 km
- 1980: Gerolstein – Müllenborn (– Prüm) 8 km
- 1981: (Wittlich – Gillenfeld – Daun) 14 km
- 1991: Gerolstein – Daun – Utzerath – (Ulmen –) Uersfeld (– Kaisersesch) 38 km

Diese Eifelquerbahn wurde von 2001 bis 2012 nach zehnjähriger Unterbrechung von der Vulkan-Eifel-Bahn Betriebsgesellschaft an Wochenenden sowie in den Sommerferien auch Wochentags wieder befahren.
Das östliche Kreisgebiet wird von den Bundesautobahnen A 1 (Trier–Köln) und A 48 (Trier–Koblenz) berührt. Ferner durchziehen mehrere Bundes-, Landes- und Kreisstraßen das Kreisgebiet, darunter die B 257, B 410 und B 421.

## Gemeinden
(Einwohner am 31. Dezember 2024)
Verbandsgemeinden mit ihren verbandsangehörigen Gemeinden:
(Sitz der Verbandsgemeindeverwaltung *)
- 1. Verbandsgemeinde Daun

1. Betteldorf (236)
2. Bleckhausen (285)
3. Brockscheid (193)
4. Darscheid (927)
5. Daun, Stadt * (7608)
6. Demerath (282)
7. Deudesfeld (361)
8. Dockweiler (676)
9. Dreis-Brück (786)
10. Ellscheid (290)
11. Gefell (90)
12. Gillenfeld (1370)
13. Hinterweiler (221)
14. Hörscheid (119)
15. Immerath (230)
16. Kirchweiler (397)
17. Kradenbach (139)
18. Mehren (1291)
19. Meisburg (231)
20. Mückeln (226)
21. Nerdlen (257)
22. Niederstadtfeld (451)
23. Oberstadtfeld (515)
24. Sarmersbach (170)
25. Saxler (58)
26. Schalkenmehren (598)
27. Schönbach (249)
28. Schutz (130)
29. Steineberg (202)
30. Steiningen (193)
31. Strohn (484)
32. Strotzbüsch (425)
33. Üdersdorf (1065)
34. Udler (282)
35. Utzerath (172)
36. Wallenborn (401)
37. Weidenbach (245)
38. Winkel (Eifel) (134)

- 2. Verbandsgemeinde Gerolstein

1. Basberg (78)
2. Berlingen (217)
3. Berndorf (510)
4. Birgel (432)
5. Birresborn (1050)
6. Densborn (530)
7. Dohm-Lammersdorf (212)
8. Duppach (274)
9. Esch (402)
10. Feusdorf (494)
11. Gerolstein, Stadt * (7210)
12. Gönnersdorf (491)
13. Hallschlag (440)
14. Hillesheim, Stadt (3207)
15. Hohenfels-Essingen (340)
16. Jünkerath (1784)
17. Kalenborn-Scheuern (397)
18. Kerpen (Eifel) (489)
19. Kerschenbach (194)
20. Kopp (154)
21. Lissendorf (1118)
22. Mürlenbach (490)
23. Neroth (815)
24. Nohn (460)
25. Oberbettingen (759)
26. Oberehe-Stroheich (311)
27. Ormont (343)
28. Pelm (929)
29. Reuth (181)
30. Rockeskyll (255)
31. Salm (322)
32. Scheid (122)
33. Schüller (303)
34. Stadtkyll (1546)
35. Steffeln (641)
36. Üxheim (1346)
37. Walsdorf (932)
38. Wiesbaum (633)

- 3. Verbandsgemeinde Kelberg

1. Arbach (124)
2. Beinhausen (88)
3. Bereborn (130)
4. Berenbach (166)
5. Bodenbach (201)
6. Bongard (233)
7. Borler (75)
8. Boxberg (199)
9. Brücktal (80)
10. Drees (161)
11. Gelenberg (85)
12. Gunderath (115)
13. Höchstberg (336)
14. Horperath (119)
15. Hörschhausen (123)
16. Kaperich (165)
17. Katzwinkel (145)
18. Kelberg * (1869)
19. Kirsbach (75)
20. Kolverath (102)
21. Kötterichen (117)
22. Lirstal (195)
23. Mannebach (241)
24. Mosbruch (159)
25. Neichen (137)
26. Nitz (29)
27. Oberelz (122)
28. Reimerath (70)
29. Retterath (313)
30. Sassen (94)
31. Uersfeld (676)
32. Ueß (59)
33. Welcherath (110)

Die folgenden Gemeinden des Landkreises wurden eingemeindet:
- Auel, am 7. November 1970 zu Steffeln
- Bewingen, am 22. Mai 1905 zu Gerolstein
- Bolsdorf, am 17. März 1974 zu Hillesheim
- Boverath, am 7. Juni 1969 zu Daun
- Brück, am 16. März 1974 zu Dreis-Brück
- Büscheich, am 1. Dezember 1973 zu Gerolstein
- Dreis, am 16. März 1974 zu Dreis-Brück
- Essingen, am 1. Januar 1968 zu Hohenfels-Essingen
- Gees, am 1. Dezember 1973 zu Gerolstein
- Gemünden, am 1. April 1938 zu Daun
- Glaadt, 1930 zu Jünkerath
- Heyroth, am 1. Februar 1968 zu Üxheim
- Hinterhausen, am 7. Juni 1969 zu Gerolstein
- Hohenfels, am 1. Januar 1968 zu Hohenfels-Essingen
- Kalenborn, am 7. Juni 1969 zu Kalenborn-Scheuern
- Leudersdorf, am 1. Januar 1968 zu Üxheim
- Lissingen, am 7. Juni 1969 zu Gerolstein
- Loogh, am 7. Juni 1969 zu Kerpen
- Michelbach, am 1. Dezember 1973 zu Gerolstein
- Mirbach, am 17. März 1974 zu Wiesbaum
- Müllenborn, am 1. Dezember 1973 zu Gerolstein
- Neunkirchen, am 7. Juni 1969 zu Daun
- Niederbettingen, am 17. März 1974 zu Hillesheim
- Niederehe, am 1. Januar 1968 zu Üxheim
- Oberehe, am 7. Nov. 1970 zu Oberehe-Stroheich
- Oos, am 1. Dezember 1973 zu Gerolstein
- Pützborn, am 7. Juni 1969 zu Daun
- Rengen, am 7. Nov. 1970 zu Daun
- Roth, am 1. Dezember 1973 zu Gerolstein
- Scheuern, am 7. Juni 1969 zu Kalenborn-Scheuern
- Steinborn, am 7. Nov. 1970 zu Daun
- Stroheich, am 7. Nov. 1970 zu Oberehe-Stroheich
- Tettscheid, am 1. Januar 1971 zu Üdersdorf
- Trittscheid, am 1. Januar 1971 zu Üdersdorf
- Üxheim-Ahütte, am 1. Januar 1968 zu Üxheim
- Waldkönigen, am 7. Nov. 1970 zu Daun
- Weiersbach, am 10. Juni 1979 zu Daun
- Zilsdorf, am 17. März 1974 zu Walsdorf

Siehe auch
- Listen zu dem Begriff „Gebietsveränderungen“ siehe Gebietsreformen in Rheinland-Pfalz
- Liste der Kommunen im Landkreis Vulkaneifel
- Gemeinden und Gemeindeteile: Liste der Orte im Landkreis Vulkaneifel

## Kfz-Kennzeichen
Am 1. Juli 1956 wurde dem Landkreis Daun bei der Einführung der bis heute gültigen Kfz-Kennzeichen das Unterscheidungszeichen DAU zugewiesen. Es wird im Landkreis Vulkaneifel durchgängig bis heute ausgegeben.

## Sonstiges
Im nordwestlichen Teil des Kreisgebietes befinden sich Reste des ehemaligen Westwalles.